# Marienturm (Aachen)

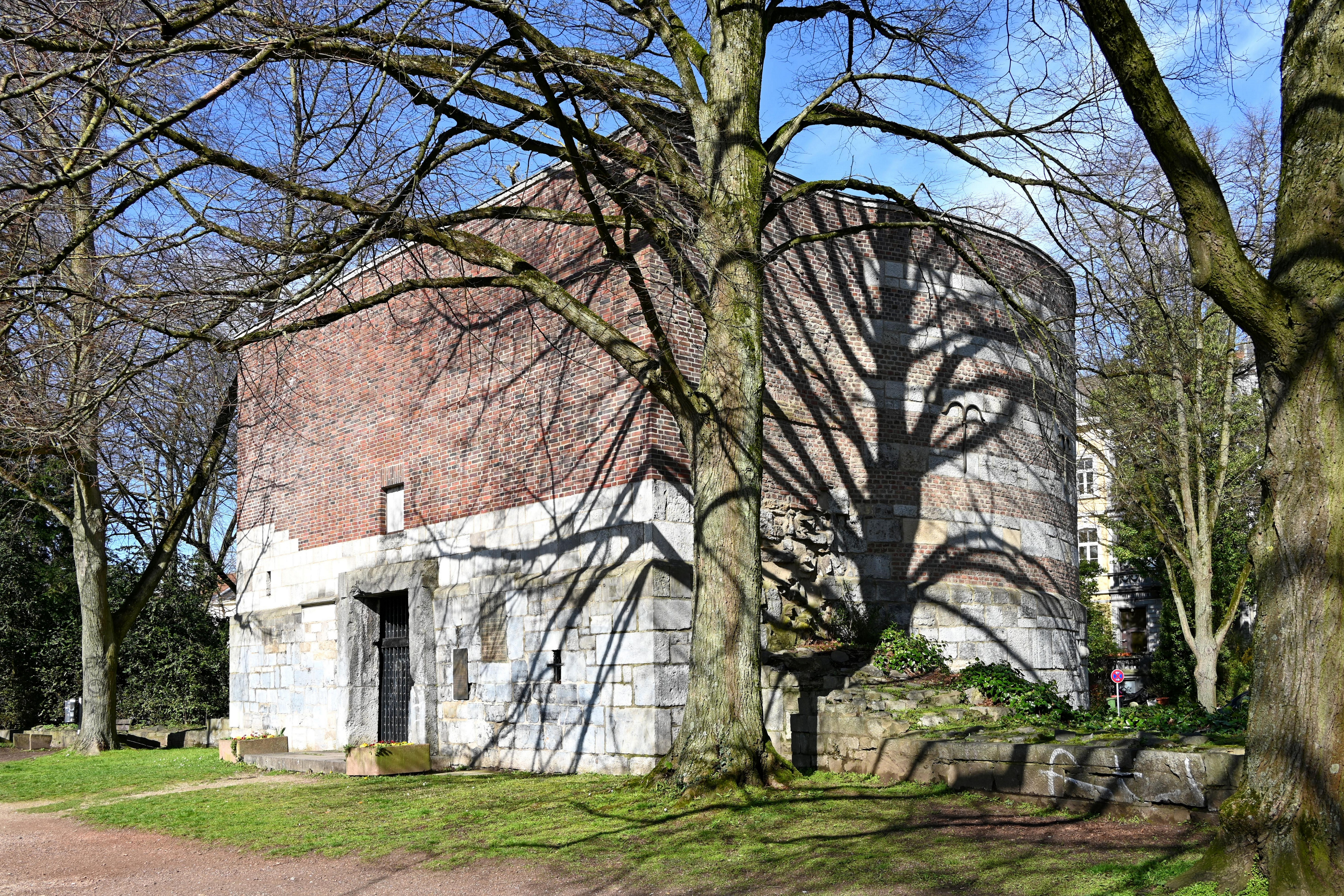
Marienturm, Vorderseite
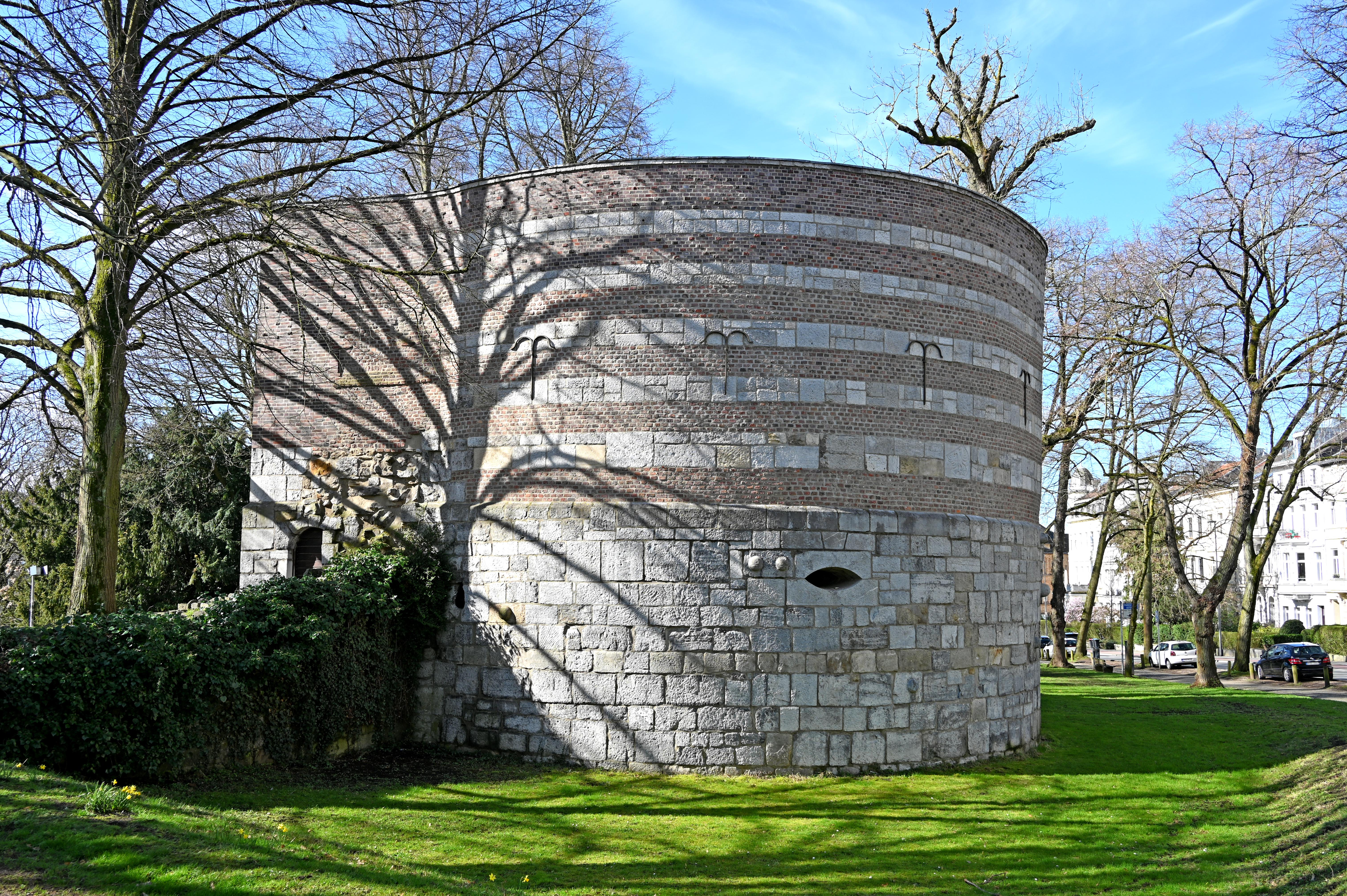
Marienturm, Rückseite

Der Marienturm (auch Marienburg genannt) war ein Wehrturm der etwa 1300 bis 1350 errichteten äußeren Stadtmauer der Stadt Aachen. Er ist einer der wenigen erhalten gebliebenen Türme der ehemaligen Stadtbefestigung und gehört zu den Baudenkmälern der Stadt Aachen.

## Namensursprung
Der Name Marienturm oder Marienburg resultiert aus dem Tag der Grundsteinlegung. Diese fand am 14. August 1512 statt, dem Tag vor Maria Himmelfahrt, wie es die Inschrift auf einem Blaustein belegt.

## Lage
Der Marienturm befindet sich im Norden Aachens. Er ist innerhalb der Stadtmauer der direkte Nachbar des noch bestehenden Stadttores Ponttor sowie des nicht mehr erhalten gebliebenen Bergtores.

## Geschichte
Der Marienturm entstand im Jahre 1512. Das bedeutet, dass er lange nach der Fertigstellung der in den Jahren 1257 bis 1357 errichteten äußeren Stadtmauer gebaut wurde. Bis dahin hatte sich hier ein großer Wachtturm befunden. Dieser unterschied sich in seiner Höhe kaum vom Langen Turm sowie dem Sandkaultor. Er trug den Namen „Breuerturm“, „Brewersturm“ oder „Brauersthorm“. Die Lage dieses Gebäudes erforderte im 13. Jahrhundert die für einen Turm beachtliche Höhe, da es nur so möglich war, Angreifer vom benachbarten Lousberg abzuwehren. Dies änderte sich mit den beim Militär aufkommenden Kanonen. Um diese als Geschütz auf einem Turm verwenden zu können, eignete sich eine niedrigere, stabilere Bauweise deutlich besser. Die Aachener Bürger entschieden sich, den Breuerturm abzureißen und durch den Marienturm zu ersetzen. Aufgrund seiner vier Meter dicken Wände widerstand er Angriffen mit Kanonen besser als hohe, dünnwandige Türme.
Vom Kampf gegen den spanischen General de Grana im Jahr 1638 zeugen noch Einschlagslöcher von Steinkugeln in der Gebäudeaußenwand.
1908 wurde unterhalb des Marienturms eine Gartenanlage mit einem Weiher, der Ludwigsplatz (heute Veltmanplatz), angelegt. Er gehörte zu der Umgestaltung des äußeren Grabenrings in einen geschlossenen Grüngürtel inklusive Gewässern von dem Landschaftsarchitekten Maximilian Friedrich Weyhe, dem Düsseldorfer Hofgärtner. Eine Hainbuche (1900), eine Kornelkirsche (1900) und eine Rosskastanie (1850) treten in der Grünanlage um die Marienburg besonders hervor.

Ludwigsplatz Plan 1908
Ludwigsplatz, Ostteil 1908
Ludwigsplatz, Westteil 1908

Am 6. August 1933 entstand durch den damaligen Aachener Oberbürgermeister Quirin Jansen im Erdgeschoss eine Gedenkstätte für die Opfer des Ersten Weltkrieges.
Der Marienturm wurde während des Zweiten Weltkrieges schwer beschädigt und zwischen 1950 und 1955 wieder in seinen ursprünglichen Zustand versetzt.
Das Gebäude gehört heute zu den von zahlreichen Touristen Aachens aufgesuchten Sehenswürdigkeiten der Stadt.

## Architektur
Der Turm besitzt vier Meter dicke Wände. Sein Grabengeschoss verfügt über zwei schmale Schießschlitze während das Obergeschoss mit fünf Schießschächten versehen ist. Abweichend von den anderen Türmen der Stadtbefestigung und resultierend aus der modernen Kriegstechnik richteten man jeden zweiten Schacht des Obergeschosses speziell für die Verwendung von Kanonen her, während die übrigen für die Verteidigung mit Gewehren vorgesehen waren. Im Zuge der Errichtung der Gedenkstätte wurden die Schächte außen vermauert und die innen entstandenen Nischen zur Aufnahme vom Ehrenflammen genutzt.
Die Rundung des Turmes besitzt einen Durchmesser von 14,70 Metern, der zur Stadt ausgerichtete viereckige Vorbau eine Breite von 13,40 Metern. Auf beiden Seiten des Turmes sind Reste der sonst kaum noch vorhandenen Stadtmauer vorhanden.

## Inschriften

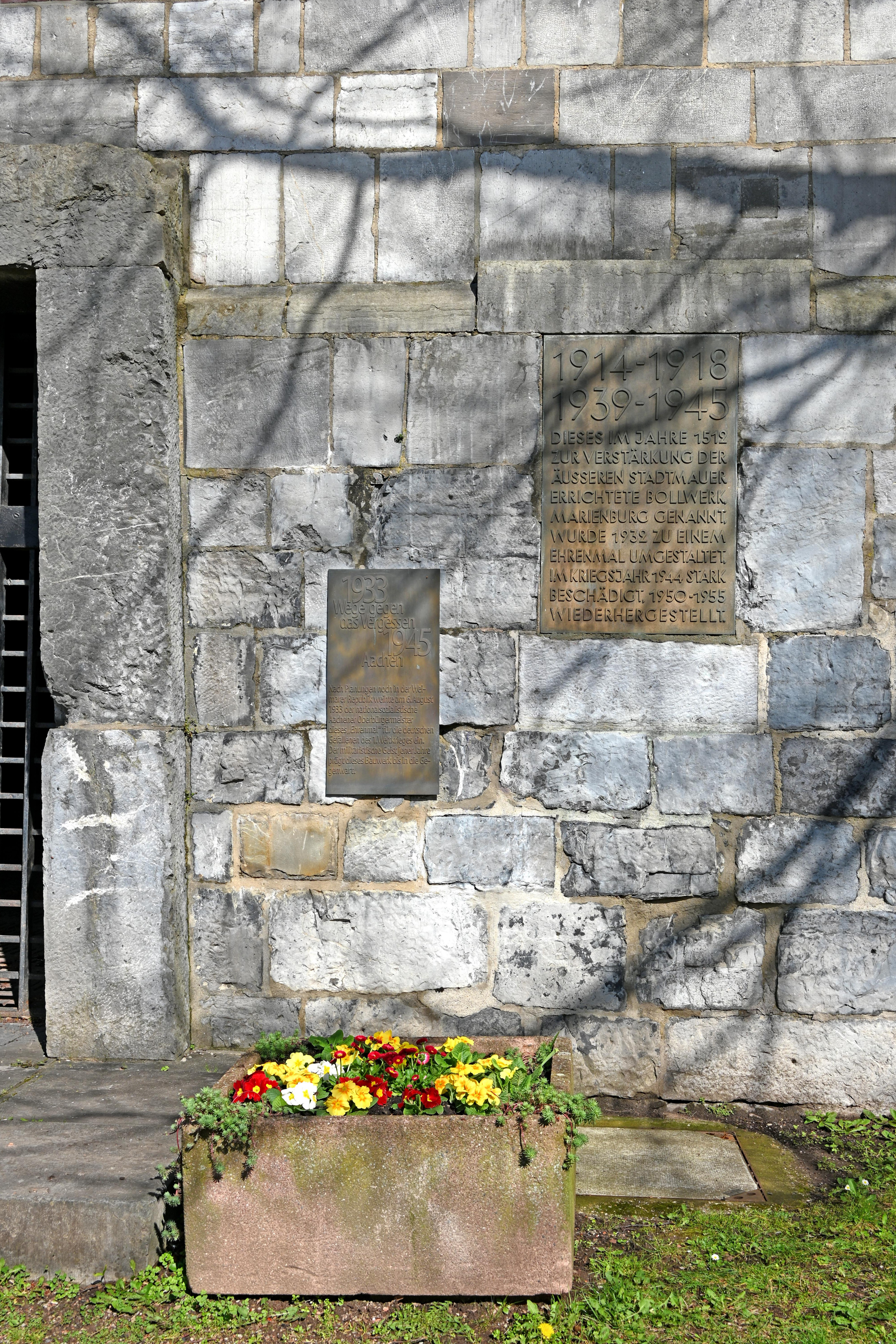
Zwei der angebrachten Gedenktafeln
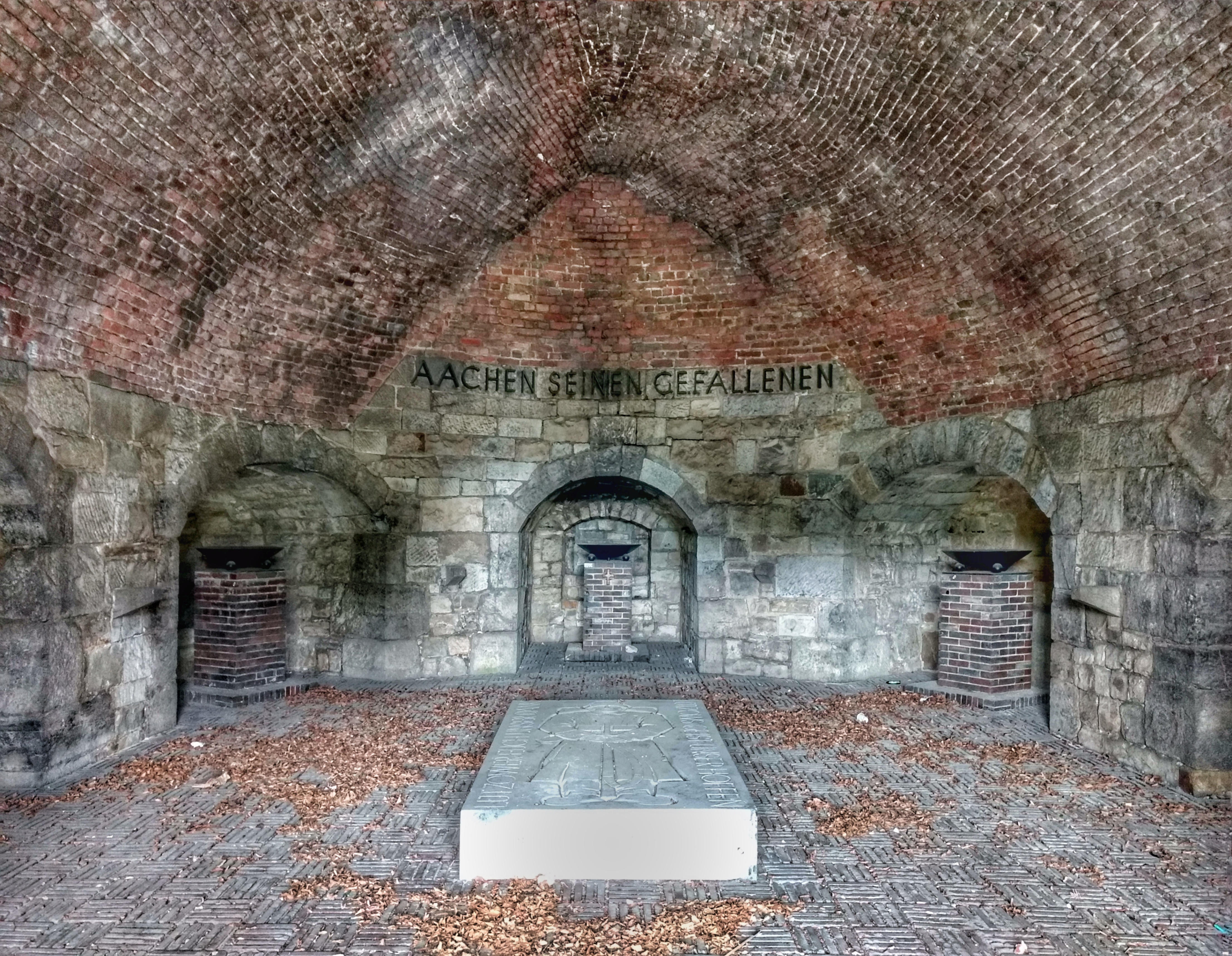
Blick in die Gedenkstätte

Am Turm befinden sich zahlreiche Inschriften beziehungsweise Gedenktafeln. Ihre Texte lauten:
- O sint Salvatoir du heiland Marieburg bin ich Genat.[8][6]

- 1914–1918 | 1939–1945 | DIESES IM JAHRE 1512 ZUR VERSTÄRKUNG DER ÄUSSEREN STADTMAUER ERRICHTETE BOLLWERK, MARIENBURG GENANNT, WURDE 1932 ZU EINEM EHRENMAL UMGESTALTET. IM KRIEGSJAHR 1944 STARK BESCHÄDIGT, 1950–1955 WIEDERHERGESTELLT.[6]

- 1933–1945. Wege gegen das Vergessen. Aachen | Nach Planungen noch in der Weimarer Republik weihte am 6. August 1933 der nationalsozialistische Aachener Oberbürgermeister dieses „Ehrenmal“ für die deutschen Gefallenen des 1. Weltkrieges ein. Der militärische Geist jener Jahre prägt dieses Bauwerk bis in die Gegenwart.[6]

## Gedenkstätte der Kriegsopfer beider Weltkriege
Die Aachener Bevölkerung entschied sich noch zu Zeiten der Weimarer Republik zur Errichtung dieser Gedenkstätte. Durch die angebrachte Inschrift weisen sie explizit darauf hin, dass der Marienturm zwar von einem nationalsozialistischen Oberbürgermeister geweiht wurde, die Entscheidung hierzu aber ohne nationalsozialistischen Einfluss war.
Im Inneren der Gedenkstätte befindet sich ein steinerner Sarkophag eines Kriegers. Dieser wurde vom Künstler Mathias C. Korr im Jahre 1933 geschaffen.